# Zimbabwe na Letnich Igrzyskach Olimpijskich 2012
Zimbabwe na Letnich Igrzyskach Olimpijskich 2012, które odbyły się w Londynie reprezentowało 7 zawodników.
Był to dwunasty start reprezentacji Zimbabwe na letnich igrzyskach olimpijskich.

## Reprezentanci

### Lekkoatletyka
W każdej konkurencji mogą zakwalifikować się maksymalnie 3 osoby z minimum A oraz jedna z minimum B.
Mężczyźni
| Zawodnik          | Konkurencja | Finał   | Finał   |
| Zawodnik          | Konkurencja | Wynik   | Miejsce |
| ----------------- | ----------- | ------- | ------- |
| Cuthbert Nyasango | maraton     | 2:12:08 | 7.      |
| Wirimai Zhuwawo   | maraton     | 2:14:09 | 15.     |

Kobiety
| Zawodnik        | Konkurencja | Finał | Finał   |
| Zawodnik        | Konkurencja | Wynik | Miejsce |
| --------------- | ----------- | ----- | ------- |
| Sharon Tavengwa | maraton     | DNF   | DNF     |

### Pływanie
Kobiety
| Zawodnik        | Konkurencja      | Eliminacje | Eliminacje | Półfinał | Półfinał | Finał   | Finał   |
| Zawodnik        | Konkurencja      | Czas       | Miejsce    | Czas     | Miejsce  | Czas    | Miejsce |
| --------------- | ---------------- | ---------- | ---------- | -------- | -------- | ------- | ------- |
| Kirsty Coventry | 100m grzbietowym | 1:00,24    | 15.        | 1:00,39  | 14.      | NQ      | NQ      |
| Kirsty Coventry | 200m grzbietowym | 2:08,14    | 3.         | 2:08,32  | 6.       | 2:08,18 | 6.      |
| Kirsty Coventry | 200m zmiennym    | 2:10,51    | 2.         | 2:10,93  | 8.       | 2:11,13 | 6.      |

### Triathlon
Mężczyźni
| Zawodnicy     | Konkurencja | Pływanie (1,5 km) | Zmiana 1 | Jazda na rowerze (40 km) | Zmiana 2 | Bieg (10 km) | Czas    | Pozycja |
| ------------- | ----------- | ----------------- | -------- | ------------------------ | -------- | ------------ | ------- | ------- |
| Chris Felgate | Mężczyźni   | 18:09             | 0:43     | 59:36                    | 0:34     | 34:51        | 1:53:53 | 52.     |

### Wioślarstwo
Mężczyźni
| Zawodnik              | Konkurencja | Eliminacje | Eliminacje | Repasaże | Repasaże | Ćwierćfinał | Ćwierćfinał | Półfinał | Półfinał | Finał   | Finał   |
| Zawodnik              | Konkurencja | Czas       | Miejsce    | Czas     | Miejsce  | Czas        | Miejsce     | Czas     | Miejsce  | Czas    | Miejsce |
| --------------------- | ----------- | ---------- | ---------- | -------- | -------- | ----------- | ----------- | -------- | -------- | ------- | ------- |
| James Fraser-McKenzie | jedynka     | 7:16,83    | 5. R       | 7:19,85  | 4. SF F  | BYE         | BYE         | 7:33,81  | 3. F E   | 7:46,49 | 30.     |

Kobiety
| Zawodnik            | Konkurencja | Eliminacje | Eliminacje | Repasaże | Repasaże | Ćwierćfinał | Ćwierćfinał | Półfinał | Półfinał | Finał   | Finał   |
| Zawodnik            | Konkurencja | Czas       | Miejsce    | Czas     | Miejsce  | Czas        | Miejsce     | Czas     | Miejsce  | Czas    | Miejsce |
| ------------------- | ----------- | ---------- | ---------- | -------- | -------- | ----------- | ----------- | -------- | -------- | ------- | ------- |
| Micheen Thornycroft | jedynka     | 7:47,10    | 3. Q       | BYE      | BYE      | 7:56,66     | 4. SF D     | 7:51,02  | 1. F C   | 8:07,52 | 14.     |